# Flabellia petiolata
Espèce
Flabellia petiolata est une espèce d’algues vertes de la famille des Udoteaceae.